# Филатов, Владимир Петрович

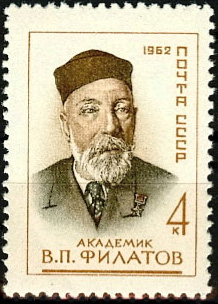
Почтовая марка СССР, 1962 год

Влади́мир Петро́вич Фила́тов (псевдоним «Воталиф»; 15 (27) февраля 1875, село Михайловка, Пензенская губерния — 30 октября 1956, Одесса) — русский и советский учёный, офтальмолог, хирург, изобретатель, поэт, художник, мемуарист, академик, действительный член Академии наук УССР (с 1939 года) и Академии медицинских наук СССР (с 1944 года), доктор медицины, профессор.
Основатель и первый директор, с 1936 года по 1956 год, Института глазных болезней и тканевой терапии НАМН Украины. За весь период жизни Филатов написал около 460 научных трудов и монографий. Также занимался общественной и политической деятельностью — избирался делегатом Чрезвычайного Съезда Советов Украины, был депутатом Одесского городского Совета Народных депутатов нескольких созывов, депутатом Верховного Совета УССР I, II, III и IV созывов, членом редакционных коллегий многих журналов, ответственным редактором периодического издания «Офтальмологический журнал».
Герой Социалистического Труда (1950), кавалер четырёх орденов Ленина (1944; 1948; 1950; 1954), ордена Трудового Красного Знамени (1938) и ордена Отечественной войны 1-й степени (1945), лауреат Сталинской премии, награждён рядом медалей.

## Биография

### Ранние годы

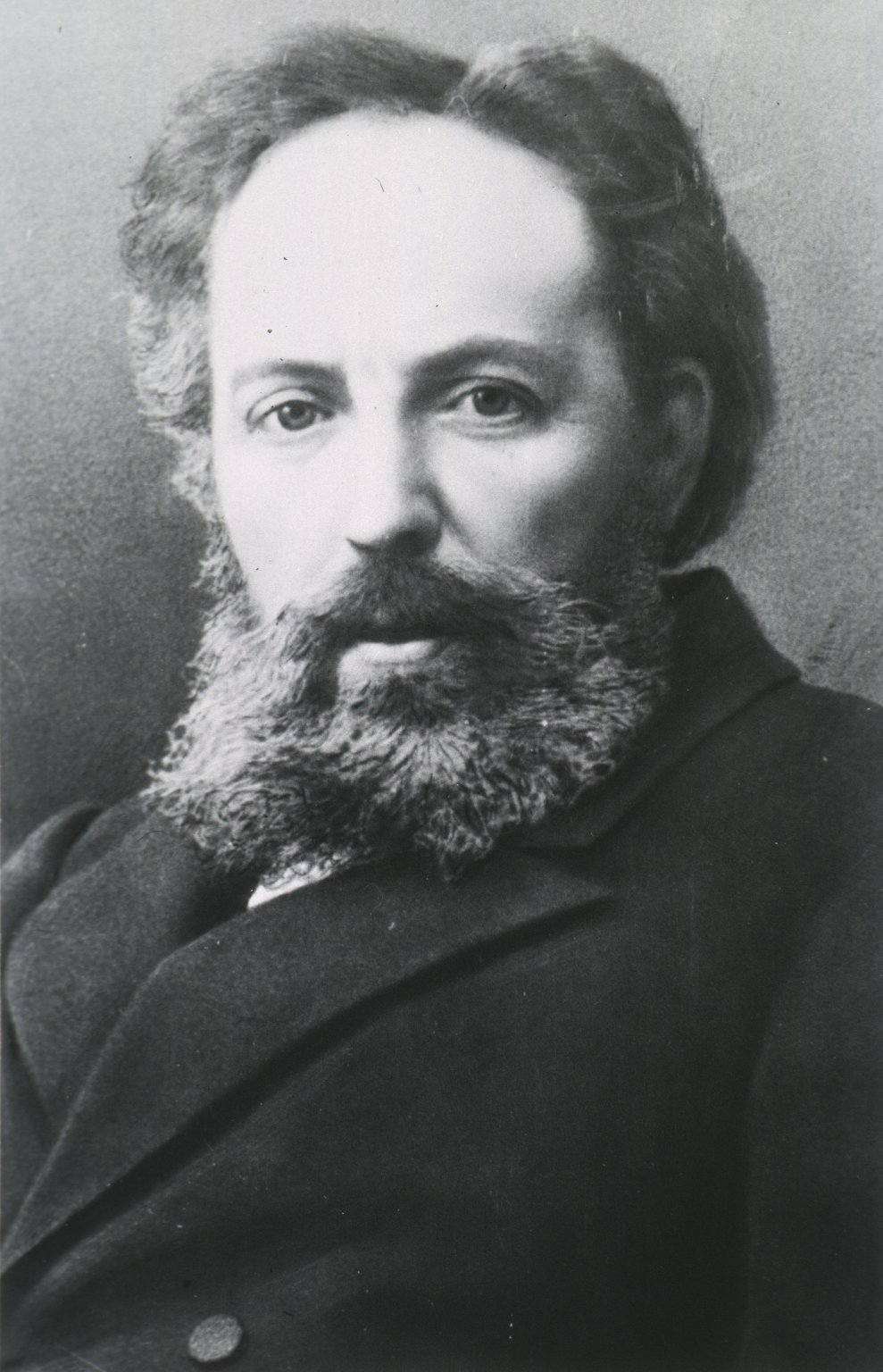
Дядя Владимира — Нил Фёдорович

Владимир Петрович Филатов родился 15 (27) февраля 1875 года в селе Михайловка Протасовской волости Саранского уезда Пензенской губернии (ныне Лямбирский район, Республика Мордовия). Его отец, Пётр Фёдорович Филатов, был высокообразованным медиком, специалистом по хирургии и глазным болезням. Семья Филатовых происходила из обедневших дворян и почти вся была связана с медициной — четыре из шести братьев Петра Фёдоровича были врачами, другие достигли немалых успехов в жизни: Михаил был инженером, Абрам — акушером-гинекологом, Нил — талантливый педиатр, основоположник российской педиатрии, Фёдор — успешный земский врач, Борис — удачный юрист и Николай — также известный врач. В 1882 году вместе с семьёй Владимир переехал в Симбирск (ныне Ульяновск).
Он потрясающе описывал быт мелкопоместных дворян, к которым, собственно, и относился. Отец Владимира Петровича работал земским врачом и жил в селе Михайловка Саранского уезда Пензенской области, куда Филатов ездил ежегодно в отпуск. Было интересно читать и слушать его рассказы, потому что о жизни дворян мы практически ничего не знали. Нам они казались людьми, прибывшими с другой планеты.Надежда Пучковская
Возможно, отец, работая в земской больнице, пробудил в сыне любовь к медицине. В 1892 году юноша окончил Симбирскую классическую гимназию. Получив блестящее образование, как и большинство талантливых людей, Владимир был личностью неординарной и многогранной. Писал стихи и картины, занимался музыкой и философией, владел несколькими иностранными языками. Любимым занятием молодого человека на летних каникулах был живопись и поэзия, но он решил посвятить себя медицине, а именно офтальмологии. Считается, что Филатов выбрал эту отрасль медицины, когда однажды увидел слепого мужчину, шедшего с палочкой и простукивавшего ей себе путь. Будущий академик был потрясён и инстинктивно воскликнул: «Каждый человек должен видеть солнце!» Впоследствии эта фраза стала девизом института, который учёный открыл в Одессе.
Дядя Владимира, Нил Фёдорович — выдающийся учёный-педиатр, возглавлял кафедру Императорского московского университета (ныне Московский государственный университет имени М. В. Ломоносова), именно по его совету бывший студент гимназии поступил на медицинский факультет того же университета (ныне Первый Московский государственный медицинский университет имени И. М. Сеченова). В то время среди преподавателей университета был ряд выдающихся учёных: кафедру глазных болезней возглавляли одни из лучших офтальмологов того времени — Алексей Маклаков и Адриан Крюков, курс внутренних болезней читали Григорий Захарьин и Алексей Остроумов, хирургии — Николай Склифосовский и Александр Бобров, педиатрии — Нил Филатов, физиологии — Иван Сеченов, анатомии — Дмитрий Зернов, физики — Александр Столетов. В студенческие годы Владимир, приезжая домой на каникулы, работал под руководством отца в земской больнице, помогая ему во время амбулаторного приёма больных и ассистируя при операциях. В Симбирске молодой студент впервые близко познакомился со страданиями больных, которые теряют зрение, и полезной практической работой врача-окулиста. Среди студентов университета Филатов слыл лидером, писал научные труды и сделал свои первые научные открытия. В те же годы он заинтересовался проблемой помощи больным, которые потеряли зрение из-за бельма.
По окончании университета с отличием в 1897 году, по предложению Адриана Крюкова, юноша некоторое время работал ординатором университетской глазной клиники (в 1897—1902 годах). С 1899 года по 1905 год медик работал ординатором Московской глазной больницы под руководством профессора Сергея Ложечникова.

### Одесса

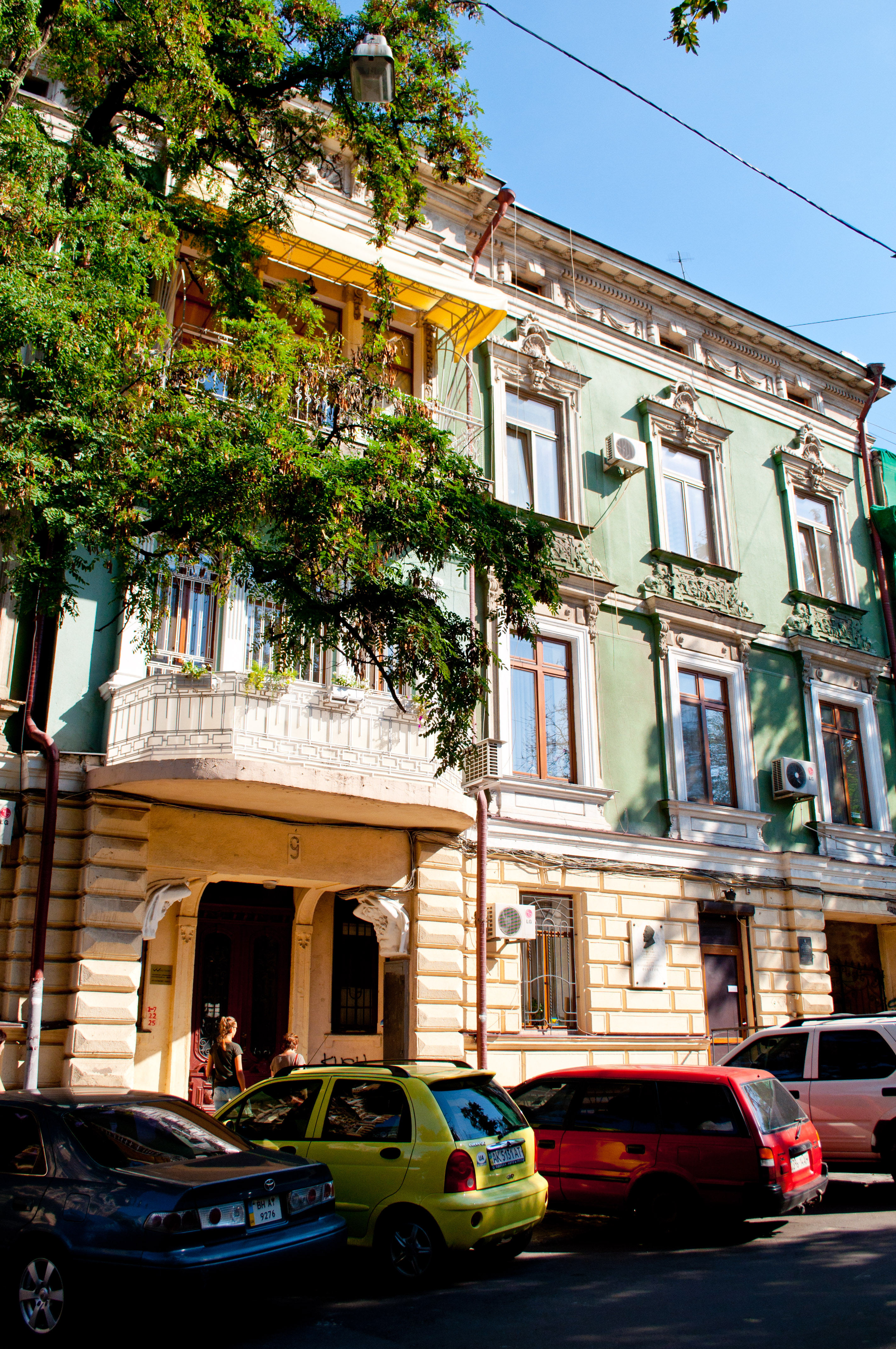
Дом Шемякина, где жил Филатов с 1915 года по 1941 год (ул. Гоголя, 9)

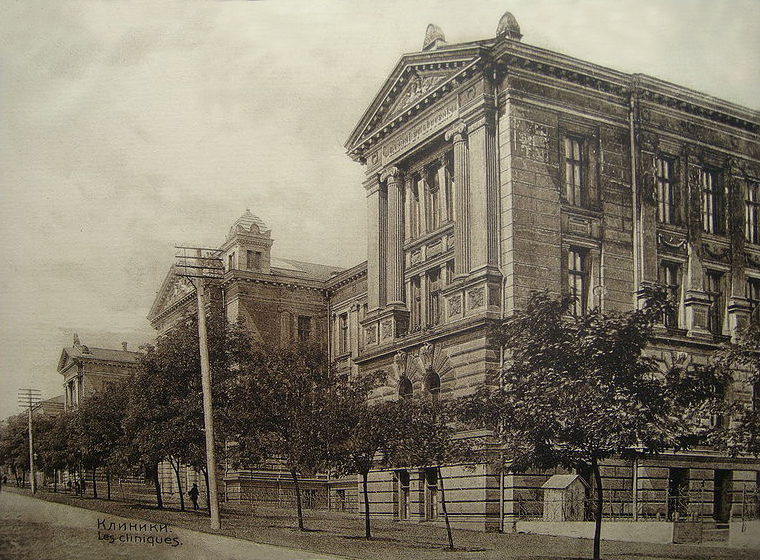
Больница медицинского факультета Новороссийского университета (ныне — Одесский национальный медицинский университет), ул. Ольгиевская

В 1903 году по приглашению профессора Сергея Селивановича Головина Филатов переехал в Одессу, чтобы начать работать ординатором в клинике при Новороссийском университете. В новом городе бывший студент поселился на улице Гоголя, по некоторым данным с 1905 года начал военную службу в царской армии. И уже в следующем году стал ассистентом кафедры, а в 1908 году защитил посвящённую отцу докторскую диссертацию на тему «Учение о клеточных ядах в офтальмологии: Экспериментальные исследования о влиянии кровяных сывороток на глаз». Это большое исследование, более чем на 400 страниц, было посвящено цитотоксическим сывороткам. В 1909 году молодой доктор медицины получил приват-доцентский курс. А с 1911 года, после отъезда Головина в Москву, возглавил кафедру глазных болезней Новороссийского университета (ныне — Одесский национальный медицинский университет), которой руководил до 1956 года. Кроме того, уже будучи профессором, Филатов был бессменным председателем Одесского офтальмологического общества, где неоднократно выступал с докладами, воздействуя на научное мнение местных окулистов. В 1911—1919 годах был профессором Новороссийского университета (ныне — Одесский национальный университет имени И. И. Мечникова). Владимир Петрович уделял много внимания преподаванию основ лечения глазных болезней студентам и практикующим врачам. Он тщательно готовился к лекциям, сам рисовал плакаты, таблицы и схемы для лучшего восприятия.
28 февраля 1912 года сделал первую операцию по пересадке роговицы методом полной сквозной кератопластики. Однако операция прошла неудачно. Много лет было потрачено на непрерывные поиски, раздумья, сомнения, кропотливую и напряжённую работу.
В 1913 году Филатов предложил новый метод измерения внутриглазного давления — эластотонометрию. В 1914 году Владимир Петрович изобрёл (а в 1917 году опубликовал) эффективный метод и способ пластики с помощью круглого стебля, образованного из кожи и подкожной жировой клетчатки, который оказался самым ценным вкладом в современную восстановительную хирургию, получил широкое признание хирургов и известен как «филатовский (круглый) стебель». С помощью метода круглого стебля было избавлено от страданий множество людей, получивших тяжёлые травмы во время Первой мировой войны.
По данным Наркомздрава по состоянию на начало 1920-х годов в Советском Союзе насчитывалось 238 тысяч слепых, половина из которых были больны бельмом. Развивая смелые мысли о пересадке роговицы, Филатов с воодушевлением представлял их своим руководителям, раскрывая перед ними заманчивые перспективы, связанные со своей идеей. Решив этот вопрос, наука обогатилась бы ещё одним блестящим достижением.
В 1924 году он разработал метод полной (а в 1927—1938 годах — частичной) сквозной кератопластики, для которого спроектировал специальные медицинские инструменты. В отличие от прежней попытки, на этот раз операция прошла успешно. Однако проблема пересадки роговицы считалась на то время совершенно бесперспективной, поэтому смелая идея молодого врача не нашла поддержки в учёном мире. Он продолжал работу в клинике, внимательно изучая различные формы заболевания глаз, развивал и совершенствовал свою оперативную технику. Сам Владимир Петрович писал, что в те годы не было ни дня, ни ночи, когда бы он не думал над этой проблемой. Впоследствии, профессор ввёл в медицину новый эффективный принцип лечения — тканевую терапию, которой посвятил 20 лет своей жизни. Этот метод нашёл широкое применение в лечении не только глазных болезней, но и ряда общих заболеваний, которые ранее считались неизлечимыми, а также в различных областях медицины, ветеринарии и даже народном хозяйстве.
С 1921 года — профессор Одесского медицинского института.
Среди знакомых офтальмолога были и чудом уцелевшие в годы революции, перешедшие на сторону советской армии бывшие офицеры царской армии. Это обстоятельство позволилило ОГПУ открыть в 1930 году очередное дело о «Военно-офицерских организациях», в состав которой были включены не только бывшие военные, но и ряд профессоров вузов Одессы, некоторые из которых впоследствии были расстреляны. 20 февраля 1931 года профессор Филатов был арестован органами ОГПУ по обвинению в участии в «контрреволюционной военно-офицерской организации». Он пробыл в тюрьме 2 месяца, в течение которых терпел тяжёлые физические и психических травмы, хотя, в отличие от других заключённых, с учёным вели себя осторожно. Считается, что удалённость области научных исследований Владимира Петровича от политики свидетельствует о том, что его, возможно, пыткам не подвергали. Во время допросов учёный писал много заявлений, изначально оговаривая себя, надеясь, что так можно закончить невыносимые психологические пытки, а потом опровергал свои показания:
К практической политике я был равнодушен, довольствовался лишь литературой. Февральскую революцию я приветствовал, как и Временное правительство. Результаты Учредительного собрания, в смысле установления способа правления, я считал удовлетворительными. Переход власти к большевикам я не мог охватить моим настроением. Мне казалось, что это слишком сильный сдвиг. Борьба с властью большевиков Добровольческой армии генерала Корнилова вызывала сочувствие. Когда советская власть окончательно установилась в Одессе, то я принял её как факт с большой долей тревоги.Филатов. 27 февраля 1931 года
Но всё же профессору пришлось оговорить себя и признать себя виновным в причастности к «контрреволюционным» организациям:
С самого начала Советской власти я не являлся её сторонником. Для меня не были приемлемы как главные её политические основания, так и та крутость мер, которыми она проводила в жизнь своё строительство. Недовольство, которое я испытывал при виде той ломки, которую приходилось переживать близкому мне классу интеллигенции, побуждало меня к мечтам об интервенции. В таких настроениях я дал Радкевичу в 1923 году согласие на оформление идеи устройства Общественного Комитета безопасности, который должен был взять в своё ведение гражданскую власть в Одессе после переворота. В 1930 году (или в 1929 году) я получил предложение быть членом Комитета безопасности от В. А. Бернадского, на что я согласился. В моём преступлении я решительно раскаиваюсь и совершенно разоружаюсь по отношению к Советской власти. Признавая мою вину, я прошу пощадить меня и простить мне моё преступление. Я даю твёрдое обещание отныне раз навсегда отказаться от политических замыслов и мероприятий против Советской власти и принести все свои знания и опыт на пользу строительства Советского государства.Филатов. 20 апреля 1931 года
В тот же день ГПУ УССР постановил отпустить учёного под подписку о невыезде.
В глазной клинике Одесского университета Владимир Филатов начал свои работы по пересадке роговицы при бельмах. Здесь впервые в мире 6 мая 1931 года он использовал при пересадке роговицу трупного глаза, сохранённого в условиях пониженной температуры, и этим решил проблему материала для кератопластики. Он разработал средство консервации роговицы во влажной камере при температуре +4°С. Владимир Петрович усовершенствовал технику операции частичной сквозной кератопластики, что упростило её выполнение. Кератопластика перестала быть клиническим экспериментом и стала действенным средством возвращения зрения слепым с бельмами. Решение проблемы донорской роговицы положило начало широкому внедрению кератопластики в практику и принесло Владимиру Петровичу огромную популярность. Отовсюду больные с бельмами направлялись в Одессу — к Филатову. В 1931—1932 годах В. П. Филатов создал при Одесской глазной клинике первую в СССР станцию глазной скорой помощи и глаукомотозный диспансер.
В 1933 году при было проведено исследование лечебных свойств тканей и биогенных стимуляторов при пониженной температуре. Это стало основой для создания исследователем нового метода лечебной медицины — тканевой терапии, которая впоследствии получила широкое внедрение в практику здравоохранения и ветеринарии. В том же году Филатов в сопровождении четырёх пациентов прибыл на заседание в Московской глазной клинике. На то время хирург прооперировал 96 слепых глаз, из которых 24 после операции стали видеть. Предъявив на съезде живые доказательства своего метода, среди которых были люди, которые до операции имели 1-5 % нормального зрения, а после — 70-100 %, учёный снискал славу и признание как талантливый офтальмолог и хирург. За разработку методов пересадки роговицы и тканевой терапии в 1941 году учёный был удостоен Сталинской премии.
В середине 1930-х годов старая клиника глазных болезней медицинского института уже не могла обслужить больных, которые приезжали из разных уголков страны, а маленькая лаборатория не вмещала всех работников. Кроме того широкое развитие исследований и работ по проблемам офтальмологии требовало расширения клинической и лабораторной базы. Поэтому по инициативе Владимира Петровича в 1936 году постановлением Правительства СССР № 632 был организован Институт экспериментальной офтальмологии (ныне — Институт глазных болезней и тканевой терапии им. В. П. Филатова НАМН Украины, который он возглавлял до самой смерти. Первые два года, не имея ещё собственной базы, институт помещался в одном из зданий 2-й клинической больницы, которая никак не могла вместить всех больных, желающих оперироваться у известного офтальмолога, и врачей, стремившихся заняться научной работой под его руководством. В 1939 году была закончена постройка двух трёхэтажных корпусов и ряда подсобных зданий института. Благодаря энергии своего руководителя, институт быстро превратился в одно из лучших офтальмологических учреждений СССР.

### Ташкент
В годы Великой Отечественной войны работа института была прервана. Владимира Петровича с частью его учеников эвакуировали в Пятигорск, где они работали в эвакогоспитале № 2172, а затем — в Ташкент, где на базе эвакогоспиталя № 1262, был восстановлен Приказом Правительства СССР Украинский институт глазных болезней в сокращённом объёме. Будучи директором института, учёный одновременно был главным консультантом указанного госпиталя. В госпитале находились тяжело раненые с повреждениями глаз, нередко потерявшие зрение на один глаз. Являясь хирургом-виртуозом, Филатов делал различные оптические операции, а у больных с особенно грубыми бельмами проводил операции сквозной пересадки роговиц. Ранения глаз, как правило, сочетались с тяжёлыми повреждениями век, орбиты глаза, а нередко и лица. В таких случаях хорошо служил предложенный им ранее метод пластики.
В 1942 году Филатов в Ташкенте добивался восстановления Одесского института глазных болезней на базе головного эвакогоспиталя.
Все свои силы талантливый теоретик и хирург тратил на лечение военных Красной армии, неутомимо внедряя свои методы лечения в работу госпиталя. В течение войны все эти работы способствовали распространению предложенных им методов тканевой терапии и послужили скорейшему восстановлению здоровья раненых и инвалидов войны. За этот период Филатовым было опубликовано более 200 научных трудов и монографий, было сделано более 40 докладов.

### Возвращение в Одессу, последние годы и смерть
30 сентября 1944 года В. П. Филатов возвратился в Одессу вместе со своим коллективом и принялся за восстановление разрушенного института. Вернувшись в город, академик переехал на Приморский бульвар, а впоследствии жил в Куликовском переулке. За один год ему удалось восстановить часть института, развернуть 120 коек и 6 лабораторий. А уже в 1946 году академик осуществил ещё одну свою мечту — выпустил «Офтальмологический журнал», основателем и первым главным редактором которого он и стал. В 1946—1953 годах читал лекции в Первомайском медучилище по глазным болезням.

Послевоенные годы принесли учёному настоящее признание далеко за пределами Советского Союза. Больные и раненые стремились попасть на приём к профессору. В очередь на приём в поликлинику больные становились с вечера, а для консультаций с тяжелейшими больными доктор выделял несколько часов три раза в неделю. По словам его учеников, даже безнадёжным больным он никогда не говорил «Нет», утверждая, что отбирать веру у больного — большой грех. Полагая, что офтальмолог, не владеющий скальпелем, не может быть хорошим специалистом, Владимир Петрович уделял много внимания хирургической подготовке своих учеников. Мастерски выполняя наиболее сложные и тонкие глазные операции, он ежедневно передавал свои навыки ученикам. За полвека деятельности Филатова им лично было проведено несколько тысяч операций.
В 1950 году он был выдвинут на Нобелевскую премию за создание метода пересаживания роговицы глаза.
Последние годы своей жизни учёный провёл в квартире на Пролетарском бульваре (в 1990 году бульвару вернули старое название — Французский). Умер на 82-м году жизни 30 октября 1956 года от кровоизлияния в мозг. Похоронен на Втором Христианском кладбище Одессы. В дальнейшей разработке научных идей выдающегося врача и сохранении традиций «филатовской школы» большую роль сыграла его ученица — академик Надежда Пучковская, которая в 1956—1985 годах возглавляла институт. Пучковская существенно усовершенствовала систему экстренной помощи при травмах глаза.

## Творчество
Владимир Филатов был не только учёным, но и врачом-клиницистом, блестящим хирургом, талантливым педагогом и художником, интересным рассказчиком и весёлым собеседником. Известно, что академик много времени уделял написанию своих мемуаров. Весной учёный приходил на береговую линию Одессы в Аркадию и на Малый Фонтан, где рисовал этюды. Были у него и стихотворные строки, которые Владимир Петрович подписывал анаграммой — «Воталиф» («Филатов» наоборот). Один из стихов, написанный его рукой, хранится в доме-музее А. П. Чехова в Ялте, где Владимир Петрович часто бывал по приглашениям сестры выдающегося русского писателя Марии Павловны Чеховой.

## Научная деятельность

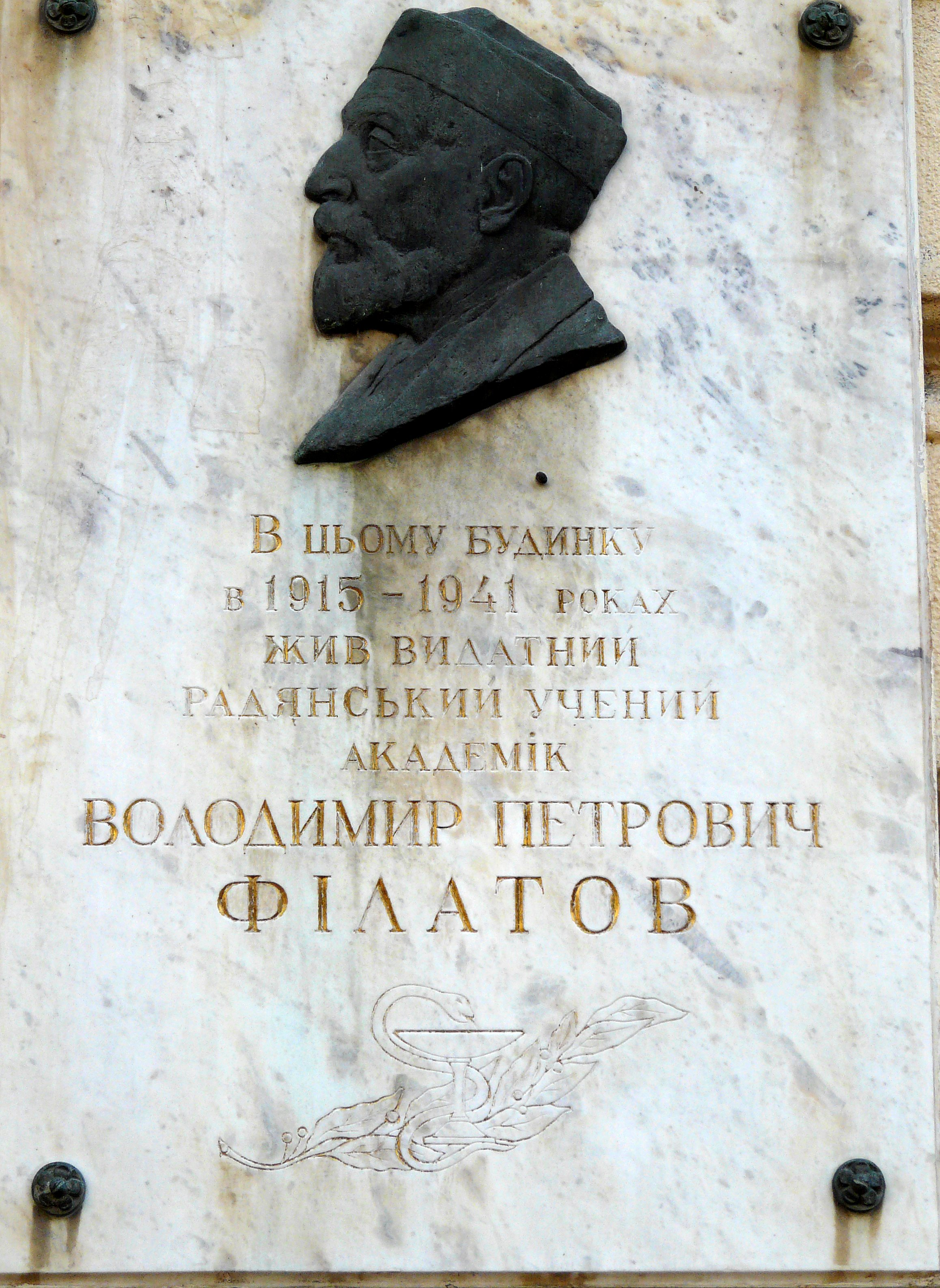
Мемориальная доска Филатову в Одессе, ул. Гоголя, 9

Научная деятельность Филатова была его постоянным и напряжённым трудом в течение всей жизни. За весь период жизни академиком было написано около 460-ти научных трудов и монографий. Первым великим открытием, сделанным Владимиром Петровичем, был метод пластики на круглом стебле, который завоевал всемирное признание. Заключается этот метод в том, что при пластической операции создаётся «стебель» из кожи, живой кожный лоскут и пересаживается на повреждённую часть тела
Крупнейшим достижением учёного является разработанный им новый метод лечения — тканевая терапия (1933). Он заключается в том, что куски ткани, отделённые от человеческого тела, а также листья растений, особенно алоэ, хранящиеся в условиях, которые являются неблагоприятными для существования, но не убивают их, подвергаются биохимической перестройке. Она сопровождается накоплением в этих тканях особых веществ (биогенных стимуляторов), которые имеют лечебные свойства. Тканевая терапия эффективно помогает в борьбе с различными болезнями глаз, кожными, внутренними, нервными и другими заболеваниями.
Особой известностью пользуется разработанный Филатовым метод пересадки роговицы, при котором пересадочным материалом является донорская роговица. Разработал и ввёл в практику хирургической офтальмологии методы пересаживания роговицы глаз трупов; предложил собственные методы лечения глаукомы, трахомы, травматизма в офтальмологии и т. п.; изобрёл много оригинальных офтальмологических инструментов, которые широко применяются в медицине и ветеринарии.
В 1939 году Филатов был избран действительным членом АН Украинской ССР, а в 1944 году — академиком АМН СССР. Был председателем Республиканского научного общества офтальмологов Украинской ССР.
Филатов вёл большую педагогическую деятельность, основал большую офтальмологическую школу, среди его учеников: Н. А. Пучковская, Т. И. Ерошевский.
Клиника и институт им. академика В. П. Филатова стала прекрасной офтальмологической школой, привлекающей к себе окулистов всей страны. Все ученики Филатова, с первых дней пребывания в его школе, приобщались к науке, обогащаясь непрерывным потоком его идеи, получая возможность под его непосредственным руководством выполнять ценные и интересные работы.
Учёный опубликовал много трудов, в том числе:
- «Учение о клеточных ядах в офтальмологии»
- «Оптическая пересадка роговицы и тканевая терапия»
- «Тканевая терапия»
- «Мои пути в науке»
- «Операции на роговой оболочке и склере»
- «Избранные труды»

## Общественная деятельность

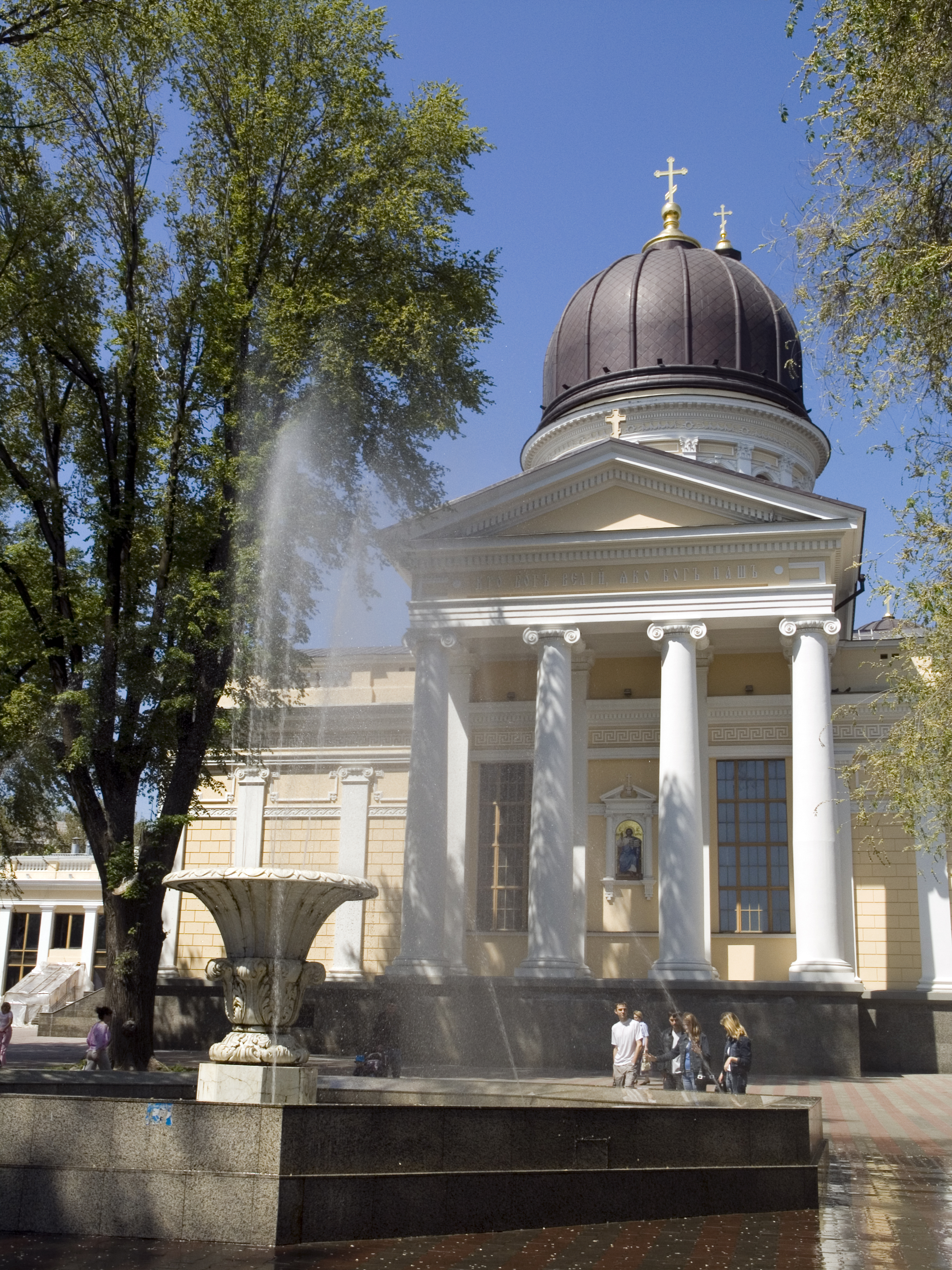
«Ваза Филатова», перенесена в противоположную сторону от главного входа Спасо-Преображенский собор, Соборная площадь (со стороны ул. Преображенской)

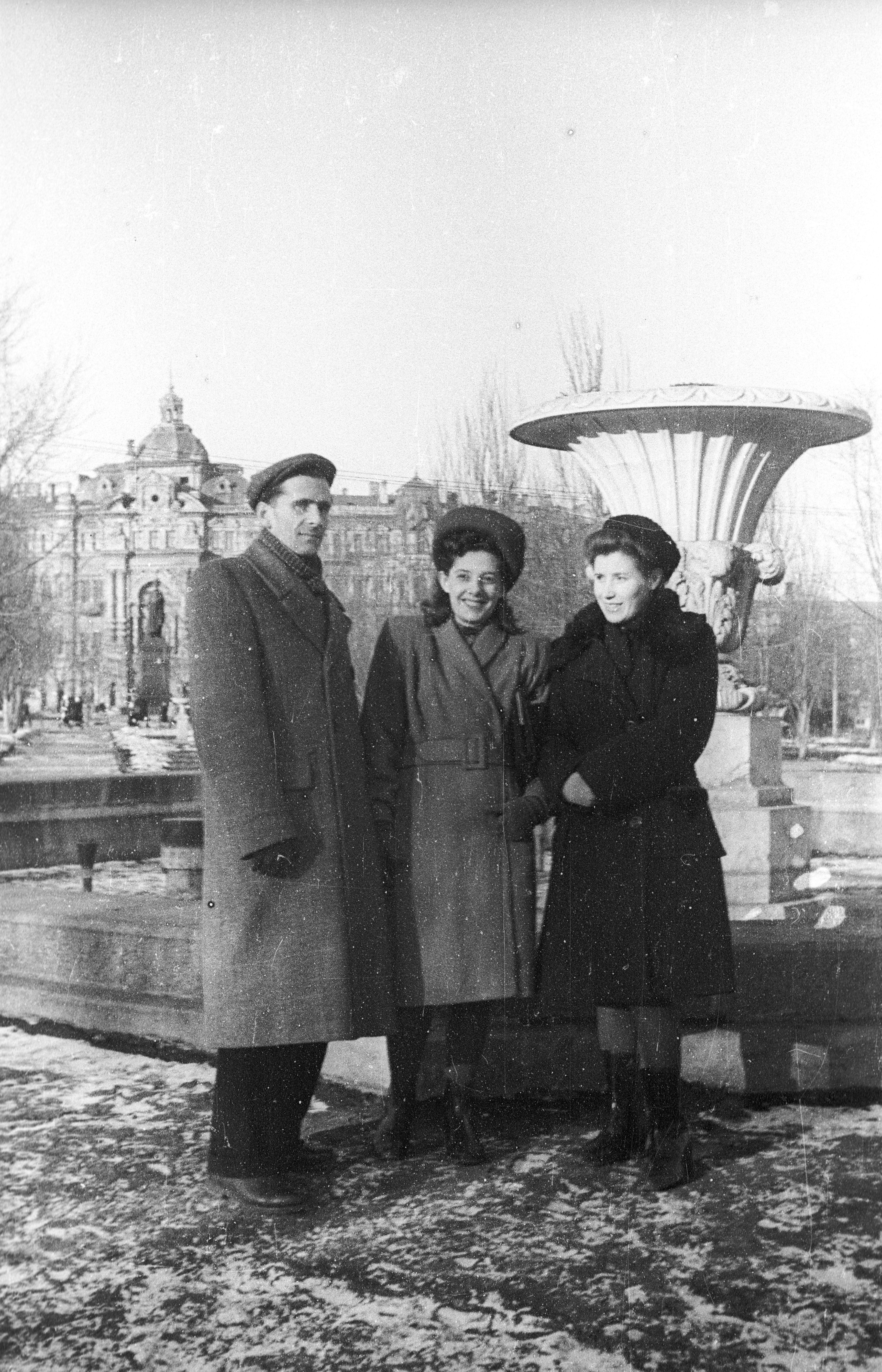
Соборная площадь в 1950 году. Фонтан-памятник в честь открытия городского водопровода («Ваза Филатова»).

Несмотря на свою беспартийность, академик Владимир Филатов вёл значительную общественно-политическую деятельность. Он избирался депутатом Верховного Совета УССР 1-го (1938—1947), 2-го (1947—1951), 3-го (1951—1955) и 4-го (1955—1959) созывов. Всю жизнь учёный был весьма религиозен и добивался сохранения религиозных памятников в Одессе. Кроме того переписывался со многими религиозными деятелями своего времени:
Я нередко задумываюсь над вопросом о том, почему жизнь моя так продлена. Вероятно мне нужно ещё поработать на земле либо по науке, либо над самим собой. Думаю, что скорее — это последнее. Но это для меня труднее, чем наука. Моё душевное состояние можно охарактеризовать словами сотника: верю, Господи, помоги моему неверию!

И я плохо перевоспитываю самого себя, своё тело земное, а оно и в мои годы всё ещё подвергается искушениям и грешным желаниям. Отсюда и моё вечное недовольство собою. Нередко прошу Господа об исцелении и часто пребываю в унынии, возвращаясь на старые навыки. Научное творчество у меня остаётся, но разве оно спасёт меня, если я не буду очищен душевно!Письмо Архиепископу Луке
В 1936 году во времена разрушения церквей в СССР одесский Спасо-Преображенский собор был разграблен, а затем разобран по камешку. После этого большевистские власти города решили устроить на месте Собора увеселительное место, а на месте главного алтаря планировалось разместить общественный туалет. И только заступничество академика Филатова спасло место от поругания — на месте алтаря установили фонтан с большой мраморной вазой в виде цветка («вазой Филатова», как её прозвали позже). После восстановления собора в 2005 году этот фонтан был перенесён на место первого городского фонтана на Соборной площади.
Благодаря Филатову советские власти не закрыли кладбищенскую церковь в Одессе, на Втором Христианском кладбище.
Вместе с тем, учёный проводил большую общественную работу — избирался делегатом Чрезвычайного Съезда Советов Украины, был депутатом Одесского городского Совета нескольких созывов, членом редколлегий многих журналов. В Одессе под его руководством проводились съезды офтальмологов УССР.

## Память

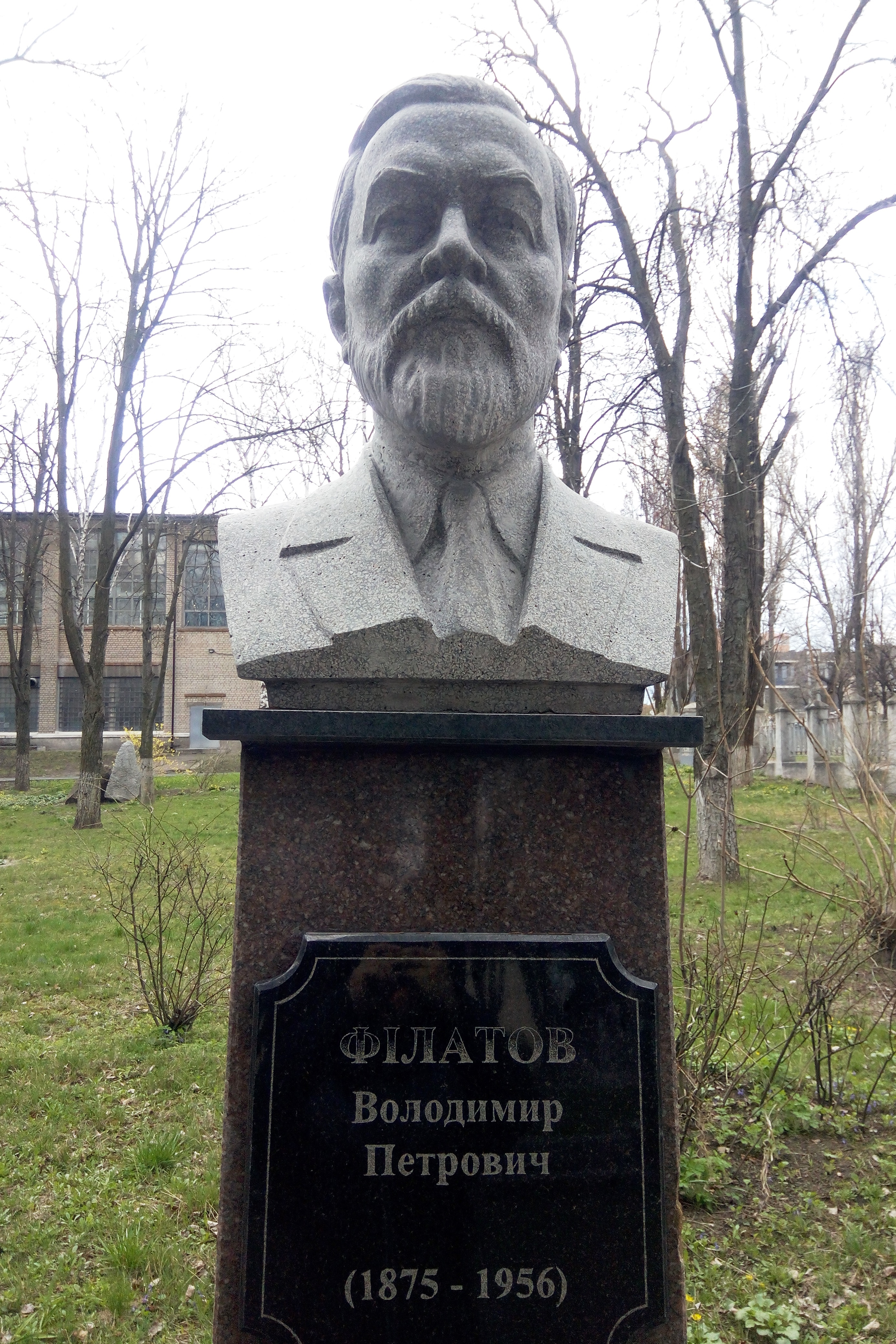
Бюст В. П. Филатова на Аллее учёных медицинской академии в Днепре

- Бюст В. П. Филатова на Аллее учёных медицинской академии в ДнепреВ 1962 году была выпущена почтовая марка СССР, посвящённая Филатову.

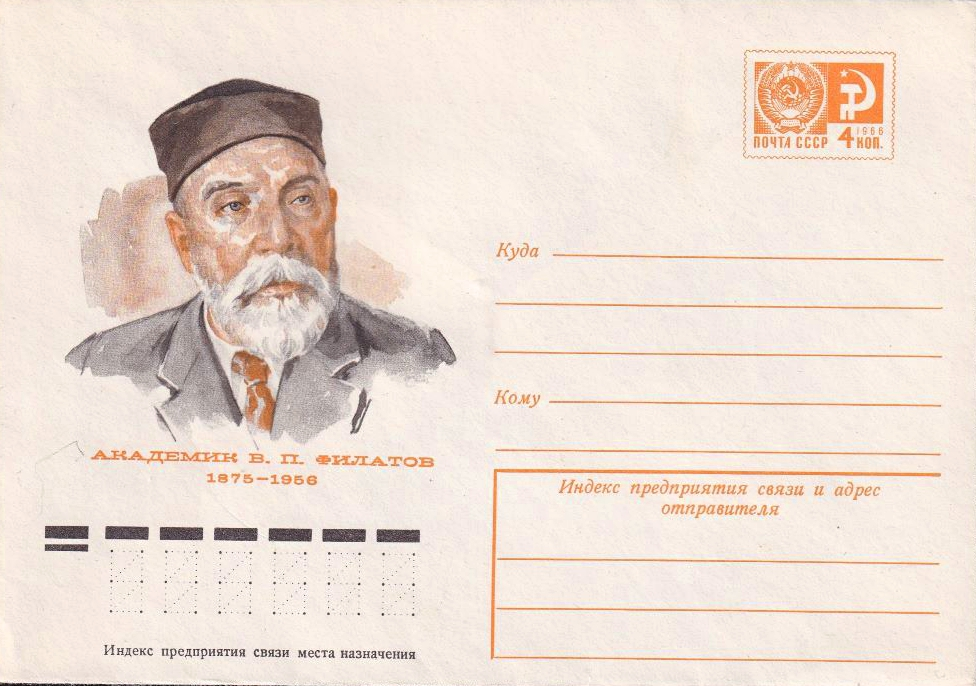
ХМК СССР, 1974 г. Академик В. П. Филатов.

- ХМК СССР, 1974 г. Академик В. П. Филатов.В 1974 году Министерством связи СССР издан художественный маркированный конверт — Академик В. П. Филатов.
- АМН СССР учредила премию имени В. П. Филатова, присуждаемую за лучшие научные работы в области хирургии глаза и пластической хирургии.
- Институт глазных болезней и тканевой терапии имени В. П. Филатова НАМН Украины.
- В честь Филатова названа улица в Одессе (одна из двух центральных улиц в спальном районе «Черёмушки»).
- В честь Филатова названа улица в Минске.
- В честь академика Филатова назван проспект в Ульяновске.
- В честь Филатова названа улица в городе Красноармейск (Донецкая область, УССР) сейчас город Покровск, Донецкая область, Украина.
- В честь В. П. Филатова астроном Крымской Астрофизической Обсерватории Людмила Карачкина назвала астероид, открытый ею 21 октября 1982 года, это название, (5316) Filatov, утверждено 1 сентября 1993 года[18].
- В Одессе на Французском бульваре в доме, где жил академик Филатов, открыт музей.
- В Одессе в годы революции без конца менялись власти, шли грабежи, творились беззакония. Однажды молодой поэт Семён Липкин увидел, как по городу едет штейгер (коляска), в ней, несмотря на жару, стоит одетый во всё чёрное человек в чёрном котелке, а его сопровождающие разбрасывают листовки с призывами к еврейским погромам. Человек в котелке был доктор Владимир Петрович Филатов, будущий академик, Герой Социалистического Труда и депутат Верховного Совета. Когда через много лет Липкин при встрече с Филатовым напомнил ему тот давний день в Одессе, академик, нимало не смутившись, ответил: — Время было трудное, тяжёлое. Мы искали выход… (Поповский Марк Александрович, «Семидесятые»).
- Песня «Одесса зажигает огоньки…» на стихи Е. Аграновича заканчивается словами:

«Одесса мой единственный маяк,
Бывают драки с матом и без мата,
И если вам в Одессе выбьют глаз
То этот глаз уставит вам Филатов».— Текст песни «Одесса зажигает огоньки», Е. Агранович
- Известен памятник в Одессе работы скульптора А. А. Ковалёва.

## Факты
- Сестра академика Елизавета Петровна Филатова была с 1898 года замужем за Г. Н. Сперанским.

## Награды и почётные звания
За научные и врачебные достижения Владимир Петрович был удостоен высоких государственных наград и титулов:
- Действительный член АМН СССР и АН УССР
- Герой Социалистического Труда (15 июля 1950)
- 4 ордена Ленина (1 октября 1944; 23 января 1948; 15 июля 1950; 6 марта 1954)
- орден Отечественной войны 1-й степени (14 марта 1945)
- орден Трудового Красного Знамени (16 апреля 1938) — за выдающиеся заслуги в области медицины
- Сталинская премия I степени (13 марта 1941) — за открытие и разработку в 1933—1939 годах метода пересадки роговой оболочки глаза и за работы по лечебной пересадке тканей

И награждён рядом медалей:
- медаль «Серп и Молот»
- Золотая медаль имени И. И. Мечникова (1951)
- медаль «За победу над Германией в Великой Отечественной войне 1941—1945 гг.»
- медаль «За доблестный труд в Великой Отечественной войне 1941—1945 гг.»
- медаль в память 50-летия Епископской хиротонии (церковная)

## Труды
- Избранные труды : в 4 т. / В. П. Филатов; [ред. кол.: Р. Е. Кавецкий (пред.) и др.] ; Акад. наук УССР. — Киев : Изд-во Акад. наук УССР, 1961.
- Случай нескольких врождённых аномалий со стороны глаз. [Соч.] Врача В. Филатова / В. П. Филатов. — Киев : Лито-тип. т-ва И. Н. Кушнерев и К°, Киев. отд., 1898. — 8 с. : ил.
- Круглый стебель в офтальмологии / В. П. Филатов. — М. : Медгиз, 1943. — 28 с. — (Восстановительная хирургия; вып. 2).
- Оптическая пересадка роговицы и тканевая терапия / В. П. Филатов. — М. : Медгиз, 1945. — 231 с., 6 л. ил. : ил.
- Возвращение зрения : Стенограмма публичной лекции, прочит. в Центр. лектории О-ва в Москве / В. П. Филатов. — Всесоюз. о-во по распространению полит. и науч. знаний. — Москва : [Правда], 1950 (тип. им. Сталина). — 39 с. : ил.
- Мои пути в науке / В. П. Филатов. — Одесса : Одес. обл. изд-во, 1955. — 160 с.
- Тканевая терапия : (Учение о биогенных стимуляторах) : Стенограмма публичных лекций, прочит. для врачей… / Герой Соц. Труда лауреат Сталинской премии акад. В. П. Филатов. — 3-е изд., доп. — М. : Знание, 1955. — 64 с. : ил.; 22 см. — (Серия 3 / Всесоюз. о-во по распространению полит. и науч. знаний ; № 32, 33).
- Научное познание и мир человека / В. П. Филатов. — М. : Политиздат, 1989. — 269,[1] с.